# 255省道 (广东省)
255省道（龙溪—深圳，又称龙深线、东深路、东深公路）为广东省的一条跨市城际公路，原编入广东省省道，是为广东省255省道（S255），现全线改为 220国道（东营—深圳）的一部分。道路起于惠州市博罗县龙溪镇结窝村 广汕公路龙溪高速路口，纵贯惠、莞、深市，至深圳市境内后经丹平公路，丹沙路止于南湾街道沙湾路口与布沙路，沙湾路交汇；全长约73公里，为双向6～8车道。

## 里程[2]
| 地名                            | 原255省道里程（公里） | 220国道里程（公里） |
| 龙溪路口                        | 0                     | 2512.93             |
| 桥头镇汽车站                    | 12.79                 | 2525.796            |
| 石水口路口 （与桥光大道交汇）   | 19.37                 | 2532.372            |
| 桥头莲湖路路口                  | 21.33                 | 2534.336            |
| X239重复出口 （常平谢常路路口） | 22.85                 | 2535.849            |
| X239重复入口 （常平常马路路口） | 23.14                 | 2536.142            |
| 常平塘厦分界                    | 28.09                 | 2541.09             |
| 塘厦石潭布工业区                | 45.20                 | 2558.2              |
| 凤岗镇围岭 东莞深圳地界         | 63.62                 | 2576.622            |
| 平湖鹅公岭社区                  | 64.38                 | 2577.382            |
| 鹅公岭立交                      | 65                    | 2578                |
| 白泥坑平湖南湾界                | 67.9                  | 2580.9              |
| 丹竹头                          | 70                    | 2583                |
| 丹竹头立交                      | 71.15                 | 2584.152（终点）    |
| 沙湾厦村                        | 72                    | -                   |
| 沙湾路口 （原沙湾检查站）       | 72.98（终点）         | -                   |

## 历史[3]
莞深段原为东（江）深（圳）供水工程专用公路，由广东省水电厅投资兴建。
- 1965年陈郁省长视察东深工程，批示重新投资23万元，按简易公路标准进行大修建（当时只有东莞到深圳路段），当时新修42．7公里，其余均为沿用东莞和宝安的旧路（丹平公路建成于1958年）。并于1966年1月4日完工，之后委托东莞公路部门代管代养。
- 1967年2月，东莞公路部门又将公路交回东江深圳供水工程管理局自管至1971年3月，之后又第二次移交东莞县代管，东莞县则层层下放到生产队管理，在缺乏养护的情况下，公路路面质量很差。
- 1972年底又交回东江深圳供水工程管理局自管。
- 1981年东深二期扩建工程开始施工，本路的改造工程纳入二期扩建工程计划。
- 1984年改建为混凝土路面公路。
- 1986年加铺沥青罩面。并升级为县道。
- 1988年12月东莞段与深圳段按双向4条主车道一级公路标准改扩建。
- 1992年10月莞惠界的龙溪大桥动工兴建并于1995年10月建成投入使用。
- 1995年12月本路惠州龙溪段（今称龙桥大道）开始修建，之后本路起点北移至博罗县龙溪镇结窝村。
- 1996年11月，全路定为广东省省道，编号S255。
- 2004年4月，东深公路全线按双向6～8车道一级公路标准进行升级改造，设计车速80公里/小时，于2005年9月完工通车，此后东深公路塘厦林村——凤岗雁田段改道（现在的东深二路），旧线塘厦段改叫塘厦大道，凤岗段改叫凤深大道（详见下文）。
- 2017年2月，广东省交通运输厅发布《广东省普通省道网规划（2016年-2030年）》，其中S255省道调整为丰顺茶背至潮南红场公路。[4]

## 惠州段
东深公路惠州段又名龙桥大道，全段位于博罗县龙溪街道，由博罗县龙溪街道 广汕公路龙溪高速路口到龙溪大桥（又叫龙桥东江大桥）跨东江后接东深路东莞段，全长约13.033公里，是龙溪街道两条主要的联外公路之一,该路于1995年12月由龙溪镇“以地换路”方式，与港商合资兴建；目前正在按一级公路兼城市主干道标准改造，为期两年。

##### 重要桥梁
龙溪大桥，全名叫龙溪龙桥东江大桥，位于龙溪镇小蓬岗村，横跨东江，连接东莞市桥头镇，属预应力悬臂梁桥结构。1992年10月动工兴建，1995年10月建成投入使用。全长1331米，宽22米，共47孔，连接东莞市桥头镇和博罗县龙溪镇。

## 东莞段
东深公路东莞段全长有49.3公里，其基本沿着原东深供水工程明渠（包括石马河）设路，沿途经过桥头、常平、樟木头、塘厦、凤岗共五个镇，是上述地区的主要的南北干道。它按实际市政路管理情况，分为三个路段:桥头惠莞界至樟木头的东深路、樟木头九江水至塘厦林村的樟深路、塘厦至凤岗的东深二路。部分路段较早期位置有改道（主要是在塘厦至凤岗一段）。沿路工厂林立，车流量巨大，故交通经常拥堵。

#### 桥头惠莞界至樟木头
东深公路桥头惠莞界至樟木头即叫东深路，自龙溪大桥南端向南设东江大桥跨过小海河进入桥头镇，之后经过桥头镇朗厦村、邓屋村、石水口村、常平镇司马村、陈屋贝村、九江水村，最后于樟木头交界以南进入樟木头路段（樟深路）。

#### 樟木头至塘厦
东深公路樟木头九江水至塘厦林村段又名樟深路，路名意思是从樟木头到深圳市的公路，现在实质上仅指东深公路在樟木头的一段，总长有13.8公里，自常平九江水往南，经过樟木头的振通汽车站、东城，于樟木头立交与莞樟公路交叉，往南又在樟洋两次跨过石马河,最后在塘厦樟木岗村附近的林清互通立交往南分为新道（东深二路,塘厦段又称环市东路）和旧道（塘厦大道）。

本段原为县道樟塘公路，始建于1959年，又先后于1965年、1981年、1986年、1988年、1996年进行不同程度的改造与扩建。

#### 塘厦至凤岗莞深界

##### 概况

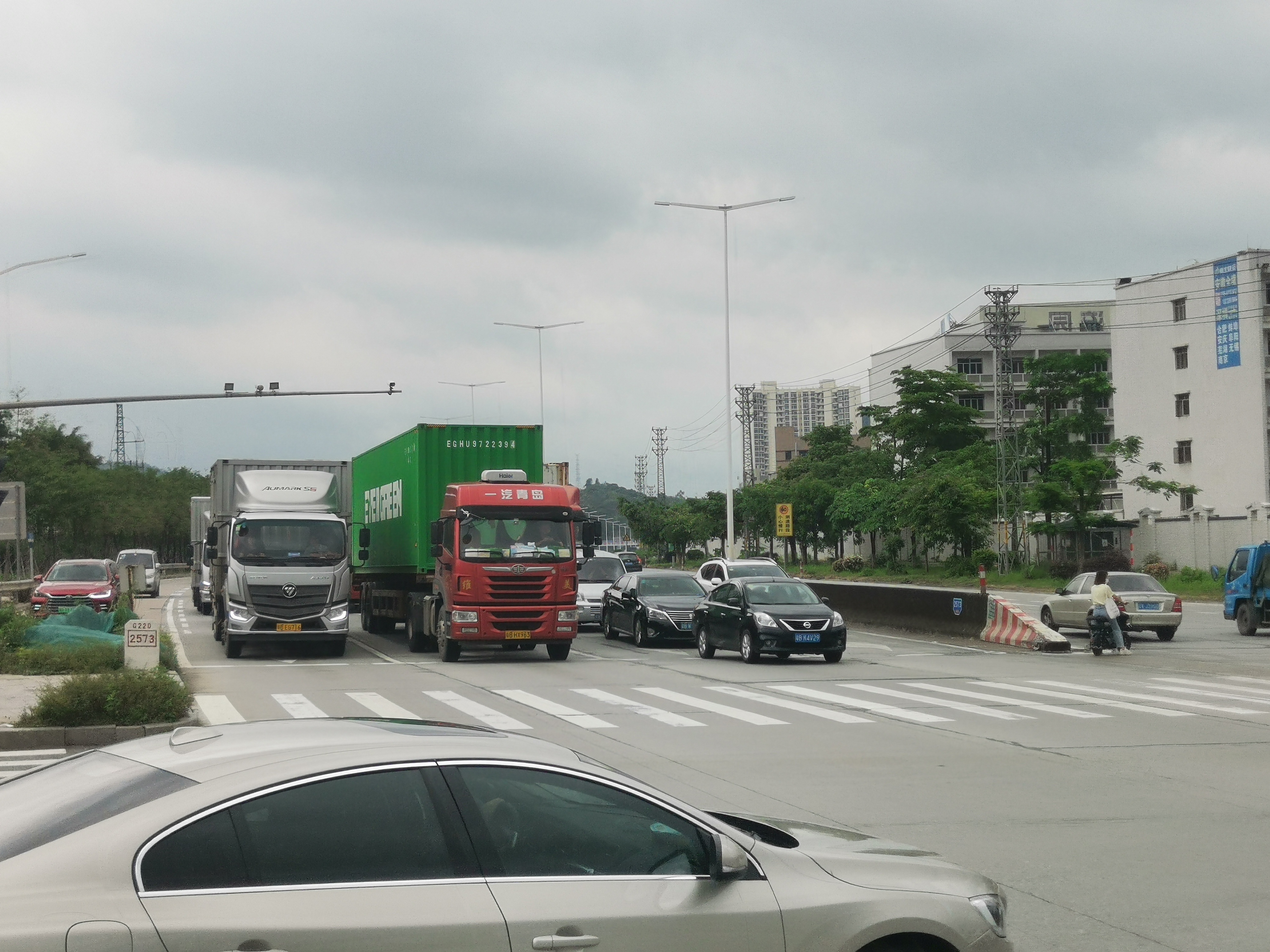
凤岗镇新东深路祥新路口，恰好为220国道2573km处

2005年9月之后，东深公路路塘厦樟木岗村附近的林清互通立交往南至分为新道（东深二路,塘厦段又称环市东路）和旧道（塘厦段称塘厦大道、凤岗段称凤深大道）。
其中，旧道为双向四车道，始建于1958年，1996年重建完毕并纳入省道，因为过路车流与城区车流混杂严重，后在2005年9月的改线中降为县道，现在仍为塘厦和凤岗两镇的主干道。
新道为双向六车道公路，全长10公里，路宽25.5米，双向6车道，计划日通行车辆8万辆次，经过林村、莲湖、石潭埔、凤凰岗4个社区。该段路修建于2004年4月，2005年9月通车，然而在2017年，东深二路日车流量已达到10万辆次，最高峰达18万辆次，道路早已超负荷运作。此后因为沿线大货车众多，有不少地磅业者在沿线开店，曾一度冒出多达19个私设路口此外，本路也因货车数量多而经常发生大型交通事故，甚至一度被当地网友称为“死亡之路”。

### 未来规划
东深公路塘厦段因塘厦城市化发展而日趋拥堵，快速化呼声很高。2019年1月举行的东莞市十六届人大五次会议上，塘厦代表团向大会提交了加快对东深二路塘厦段改造工程的建议，而东莞市交通局接纳了简易正组织开展相关快速化改造工程预可行性研究并编制项目建议书，涉及塘厦镇部分计划对塘厦大道路口、林东路口和莲湖北路口、环市东路口进行快速化改造。经评审后，该工程投资估算为21.6亿元。但由于东莞市财政紧张，相关规划未有时间表。

## 深圳段
东深公路在深圳分为三段，雁田围岭莞深界至平湖鹅公岭立交为东深路，鹅公岭立交至丹竹头立交为丹平路，丹竹头立交至沙湾路口（原沙湾检查站）为丹沙路。上述路段为双向四车道公路，（部分路段为双向六车道）
其中除雁田围岭莞深界至鹅公岭社区入口（原255省道里程：K64+360）为东莞公路局养护范围外，鹅公岭社区入口以南则由深圳市管理养护。
原255省道整体转为220国道一部分之后，丹沙路作为末端路段会将归为一般市政道路。

## 地标及沿线景观
- 樟木头站
- 龙凤山庄影视度假村
- 石马河
- 雁田水库
- 沙湾汽车站
- 沙湾检查站旧址公园